# Harold Coxeter
Harold Scott MacDonald Coxeter (Londra, 9 febbraio 1907 – Toronto, 31 marzo 2003) è stato un matematico inglese.
Inglese di nascita, svolse la maggior parte della sua attività in Canada; il suo campo principale di investigazione è stata la geometria. Veniva chiamato anche Donald Coxeter.

## Biografia
Coxeter ha studiato filosofia della matematica con Ludwig Wittgenstein al Trinity College di Cambridge. Dopo l'ottenimento di un Ph.D. rimase a Cambridge e successivamente compì studi di livello postgraduate presso la Princeton University.  Nel 1936 si trasferì alla Università di Toronto, presso la quale divenne professore nel 1948. Presso questa università Coxeter ha lavorato per 60 anni. Egli è noto soprattutto per i suoi lavori sui politopi regolari, sulle geometrie con più di 3 dimensioni, sulla presentazione dei gruppi e sui gruppi che portano il suo nome e sulla combinatoria. Ha pubblicato 12 libri.
Nel 1954 conobbe Maurits Cornelis Escher il quale trasse ispirazione per alcune sue opere dai lavori di Coxeter sulle figure geometriche. Coxeter ha anche ispirato alcune delle opere innovative di Buckminster Fuller.
Nel 1950 venne eletto socio della Royal Society e nel 1997 Companion dell'Ordine del Canada; nello stesso anno fu insignito della Medaglia Sylvester.
Nel 2006 la giornalista canadese Siobhan Roberts ha scritto una biografia su Donald Coxeter, dal titolo King of Infinite Space: Donald Coxeter, The Man Who Saved Geometry (Il re dello spazio infinito: Donald Coxeter, l'uomo che salvò la geometria, Rizzoli).
È stato membro della Royal Society. Morì all'età di 96 anni il 31 marzo 2003.

## Opere
- The Fifty-Nine Icosahedra (1938), con P. Du Val, H. T. Flather, J. F. Petrie
- Mathematical Recreations and Essays (1940), XIa revisione del libro scritto da W. W. Rouse Ball la cui prima edizione è del 1892.
- Regular and Semi-Regular Polytopes I (1940)
- Non-Euclidean Geometry (1942), (2a ed, 1947), (3a ed, 1957), (4a ed, 1961), (5a ed, 1965), (6a ed, 1998)
- Regular Polytopes (1947), (2a ed, 1963), (3a ed, 1973)
- The Real Projective Plane (1949)
- Uniform Polyhedra (1954), con Michael S. Longuet-Higgins, J. C. P. Miller
- Generators and Relations for Discrete Groups (1957), con W.O.J. Moser, (2a ed, 1980)
- Introduction to Geometry (1961)
- Projective Geometry (1964), (2a ed, 1974), (3a ed, 1987)
- Geometry Revisited (1967), con S. L. Greitzer
- Regular Complex Polytopes (1974), (2a ed, 1991)
- Zero-Symmetric Graphs (1981), con R. Frucht, D. L. Powers
- Regular and Semi-Regular Polytopes II (1985)
- Regular and Semi-Regular Polytopes III (1988)
- Kaleidoscopes: Selected Writings of H.S.M. Coxeter (1995)
- The Beauty of Geometry: Twelve Essays (1999)